# Hauptstrasse 113
Die Hauptstrasse 113 (kurz H113; französisch Route principale 113) ist eine Hauptstrasse im Schweizer Kanton Genf. Sie verbindet die Ortschaft Vésenaz mit dem Grenzübergang zu Frankreich bei Hermance. Die Route wird vom Kanton Genf als Kantonsstrasse RC 20 geführt.

## Verlauf

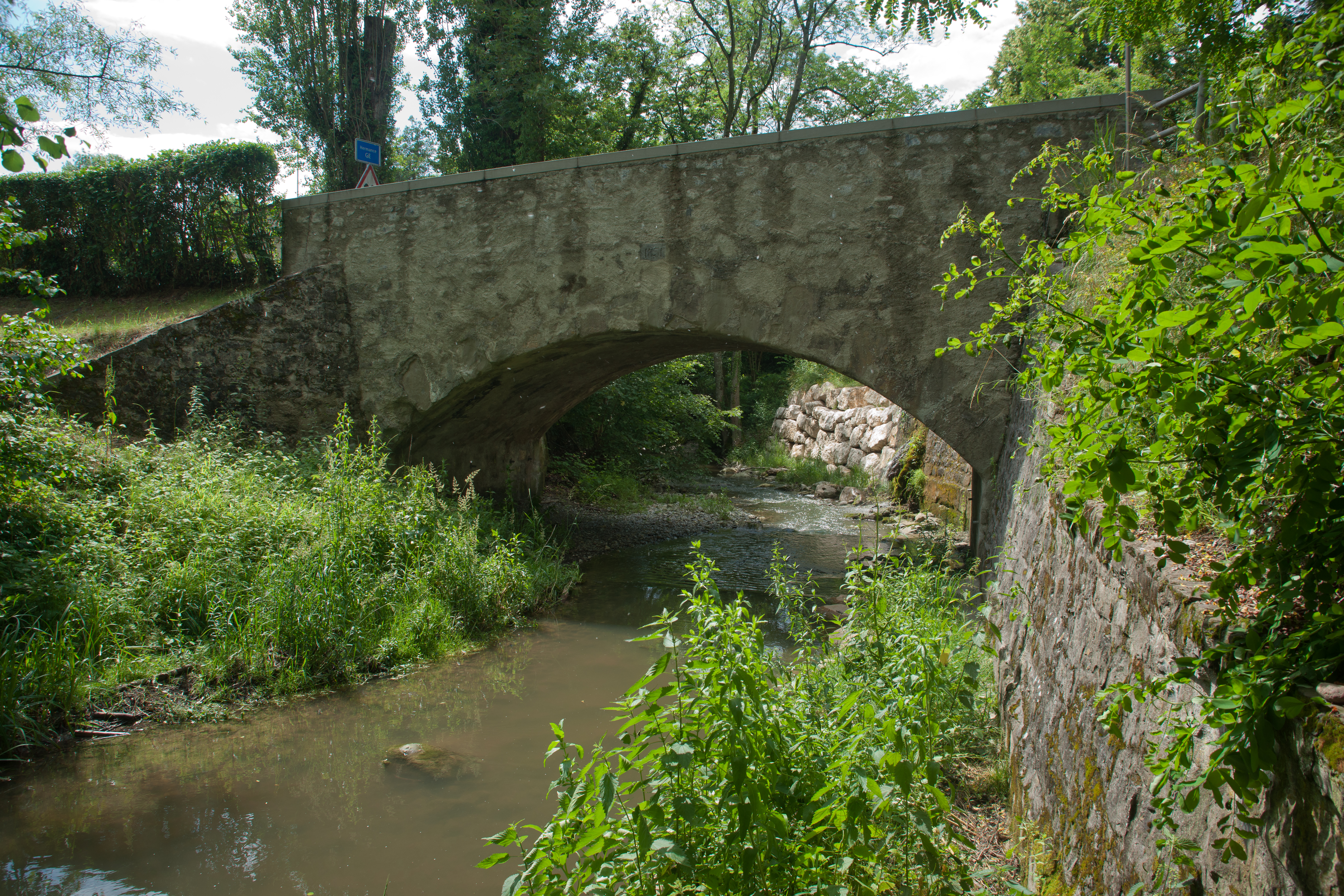
Grenzbrücke über die Hermance

Die Strasse beginnt im Zentrum von Vésenaz, das zur Gemeinde Collonge-Bellerive gehört, als Abzweigung von der übergeordneten Landstrasse Route de Thonon (Hauptstrasse 105). Seit diese internationale Strasse unter dem Ortszentrum von Vàsenaz in einen Tunnel verlegt wurde, zählt der entsprechende Strassenabschnitt über dem Boden zur Hauptstrasse 113.
Die Strasse führt als Route d‘Hermance von Vésenaz gegen Nordosten nach Collonge, dem Hauptort der Gemeinde Collonge-Bellerive, und weiter nach Corsier, Anières und Hermance. Sie verläuft stets weniger als einen Kilometer vom linken Ufer des Genfersees entfernt und dient auch zur Erschliessung der Wohn- und Villenquartiere am Seeufer.
Nordöstlich der Ortschaft Hermance erreicht die Hauptstrasse 113 die Zollbrücke über den Fluss Hermance und schliesst an die französische Departmentsstrasse 25 an.

## Geschichte
Seit dem Wiener Kongress bildete die Hermance die Grenze zwischen dem Kanton Genf und dem Herzogtum Savoyen und seit 1860 zwischen Genf und Frankreich.
1851 setzte der Kanton Genf Arbeitslose für den Ausbau der Strasse nach Hermance ein. Im gleichen Jahr wurde auch die Zollbrücke über den Fluss Hermance, eine Steinbogenbrücke, errichtet. Die ältere, 1799 gebaute Hermancebrücke, die Le vieux Pont oder auch Pont de Bouringe genannt wird, steht etwas oberhalb der neuen Strassenbrücke.
Die Buslinie 38 der Transports publics genevois führt über die Hauptstrasse bis in das französische Chens-sur-Léman.
2018 verkaufte die Eidgenossenschaft das Gebäude des ehemaligen Zollpostens von Hermance an eine Privatperson.
Die internationale Veloroute Tour du Léman rund um den Genfersee überquert den Fluss Hermance auf der Strassenbrücke und führt auf der H113 durch die Ortschaft Hermance; auf dem Abschnitt von Hermance nach Vésenaz benützt sie einen von Motorfahrzeugen wenig befahrenen Weg etwas oberhalb der Hauptstrasse und durchquert die Rebberge zwischen den Dörfern.